# Nordic Heritage Center
Koordinaten: 46° 43′ 51,9″ N, 67° 55′ 47″ W
Das Nordic Heritage Center war eine kommunale Erholungseinrichtung für Winter- und Sommersport rund achteinhalb Kilometer nordöstlich von Presque Isle, im Bundesstaat Maine der Vereinigten Staaten.

## Beschreibung
Das Zentrum der Einrichtung bildete eine 2002 erbaute Lodge (Gästehaus) mit 26 separaten Wachsräumen, Sauna und einem Restaurationsbetrieb. In der Lodge befand sich auch eine Sammlung zur Entwicklung des Skifahrens in der Region.
Im Winter standen in dem Gebiet 20 Loipen aller Schwierigkeitsgrade sowie eine Schießanlage mit 30 Ständen zur Verfügung, die das Nordic Heritage Center insbesondere für den Biathlonsport geeignet machen. Zweieinhalb Kilometer des Loipennetzes waren beleuchtet und konnten im Sommer mit Rollski genutzt werden. Nachdem der Biathlon-Weltcup erstmals für die Wettkämpfe in der Saison 2010/11 im Nordic Heritage Center zu Gast war, kehrte er für die Wettkämpfe in der Saison 2015/16 zurück.
Die Biathlonanlage war insofern ungewöhnlich, als die Strafrunde anders als in vergleichbaren Stadien um die zentral gelegene Lodge herumgeführt war, was den Athleten die Sicht auf ihre Konkurrenten unmöglich macht.
Im Sommer standen in dem Gebiet außerdem Mountainbikestrecken und Wanderwege zur Verfügung.
Die University of Maine at Presque Isle (UMPI) nutzte die Einrichtung als Trainingsgelände für ihr Biathlonteam.
Zum 1. Dezember 2024 wurde das Nordic Heritage Center aufgrund steigender Kosten und sinkender Besucherzahlen vom Betreiber Libra Foundation geschlossen.